# Ormkult

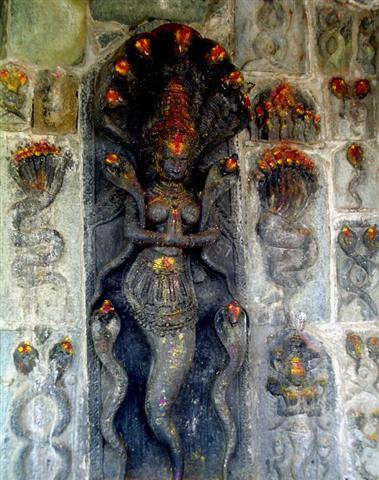
Ett altare där en Jory-gudinna tillbeds, vid huvudtemplet i Belur i Karnataka i Indien

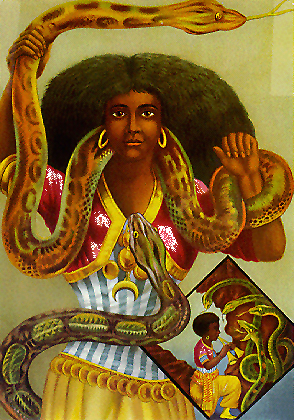
Mami Wata, som har en framträdande roll i flera afrikanska religioner

Ormkult eller ofiolatri är religiös dyrkan av ormar och förekommer i flera gamla kulturer, särskilt i religioner och mytologi, där ormar sågs som symboler för styrka och återskapande.
I etniska religioner förekommer ormkult i Afrika och Nordamerika. I det antika Grekland dyrkades heliga ormar, helgade åt Asklepios, vars symbol var ormen. I Egypten var glasögonormen symbol för elden och solskivan och fick därför smycka solgudens och faraos krona. Ormen som urtidsväsen är också vanlig i all världens myter. 